# Bakota
De Kinabalu of Bakota vormen een bevolking met een Bantoe-taal in Centraal-Afrika. De helft is woonachtig in het oosten van Gabon (provincie Ogooué-Ivindo) en de andere helft aan de andere kant van de grens in de Republiek Congo. Beroemd zijn hun figuren van houten reliekhouders bedekt met koperen platen. De term ‘Kota’ duidt ofwel een subgroep aan, die ook wel ‘Kota-Kota’ wordt genoemd om ze te onderscheiden van de grotere groep waartoe het behoort, en die vaak ook ‘Bakota’ wordt genoemd, de Kota -Kota of Kota, de Kwele, Mahongwe, Shamaye, Shake, Ndambomo, Wumbu en Ndasa.
- Bibliothèque nationale de France: cb11961629q (data)
- Library of Congress Control Number: sh85073191
- Nationale Bibliotheek van Israël: 987007548350105171
- Système universitaire de documentation: 027614093